# Cyril Cusack
Cyril James Cusack  (ur. 26 listopada 1910 w Durbanie, zm. 7 października 1993 w Londynie) – irlandzki aktor filmowy, telewizyjny i teatralny.

## Filmografia
- Late Extra (1935) jako Jules
- Once a Crook (1941) jako Bill Hopkins
- Niepotrzebni mogą odejść (Odd Man Out, 1947) jako Pat
- Once a Jolly Swagman (1948) jako Duggie
- Esther Waters (1948) jako Fred
- The Small Back Room (1949) jako Kapral Taylor
- All Over the Town (1949) jako Gerald Vane
- Błękitna laguna (The Blue Lagoon, 1949) jako James Carter
- The Elusive Pimpernel (1950) jako Chauvelin
- Gone to Earth (1950) jako Edward Marston
- The Secret of Convict Lake (1951) jako Edward 'Limey' Cockerell
- The Blue Veil (1951) jako Frank Hutchins
- Soldiers Three (1951) jako szeregowiec Dennis Malloy
- Destination Milan  (1954)
- Człowiek, którego nie było (The Man Who Never Was, 1956) jako Taksówkarz
- Jacqueline (1956) jako pan Flannagan
- Ill Met by Moonlight (1957) jako kapitan Sandy Rendel
- The Spanish Gardener (1957) jako Garcia
- The Man in the Road (1957) jako dr Kelly
- Miracle in Soho (1957) jako Sam Bishop
- Rising of the Moon, The  (1957)
- Gideon's Day (1958) jako Herbert 'Birdie' Sparrow
- The Moon and Sixpence (1959) jako Doktor Coutras
- Shake Hands with the Devil (1959) jako Chris Noonan
- Bojownicy nocy (A Terrible Beauty, 1960) jako Jimmy Hannafin
- I Thank a Fool (1962) jako kapitan Ferris
- Walc torreadorów (Waltz of the Toreadors, 1962) jako dr Grogan
- 80,000 Suspects (1963) jako Ojciec Maguire
- Szpieg, który przyszedł z zimnej strefy (The Spy Who Came In from the Cold, 1965) jako Control
- Gdzie są szpiedzy (Where the Spies Are, 1965) jako Rosser
- Byłam tutaj szczęśliwa (I Was Happy Here, 1965) jako Hogan
- Fahrenheit 451 (1966) jako kapitan
- Poskromienie złośnicy (The Taming of the Shrew, 1967) jako Grumio
- Król Edyp (Oedipus the King, 1967) jako Posłaniec
- Galileusz (Galileo, 1969) jako Galileusz
- David Copperfield (1969) jako Barkis
- Tam Lin (1970) jako Julian Ainsley
- Country Dance (1970) jako dr Maitland
- Play for Today (1970–1984) jako pan Reed (gościnnie)
- King Lear (1971) jako Książę Albanii
- Policja dziękuje (Polizia ringrazia, La, 1971) jako Stolfi
- Sacco i Vanzetti (Sacco e Vanzetti, 1971) jako Frederick Katzmann
- Harold i Maude (Harold and Maude, 1971) jako Glaucus
- Mala ordina, La (1972) jako Corso
- The Golden Bowl (1972) jako Bob Assingham/Narrator
- Più forte, ragazzi! (1972) jako Szalony mężczyzna
- La Mano spietata della legge (1973) jako Sędzia
- Catholics (1973) jako ojciec Manus
- The Homecoming (1973) jako Sam, brat Maksa
- Dzień Szakala (film) (The Day of the Jackal, 1973) jako rusznikarz
- Great Mysteries (1973) jako pan White (gościnnie)
- Britannic w niebezpieczeństwie (Juggernaut, 1974) jako Major O’Neill (niewymieniony w czołówce)
- Arrivano Joe e Margherito (1974) jako Parkintosh
- Abdykacja (The Abdication, 1974) jako Oxenstierna
- Venditore di palloncini, Il (1974) jako Balloon Vendor
- Strach na ulicach (Paura in città, 1976) jako Giacomo Masoni
- Jezus z Nazaretu (Jesus of Nazareth, 1977) jako Jehuda
- Fond de l'air est rouge, Le (1977) jako Narrator (głos)
- Nędznicy (Miserables, Les, 1978) jako Fauchelevent
- Tales of the Unexpected (1979–1988) jako Michael Fish (gościnnie)
- Maybury (1981) jako Mac
- Prawdziwe wyznania (True Confessions, 1981) jako Cardinal Danaher
- The Ballroom of Romance (1982) jako pan Dwyer
- The Kingfisher (1983) jako Hawkins
- Komedia omyłek (The Comedy of Errors, 1983) jako Aegeon
- Wagner (1983) jako Sulzer
- 1984 (Nineteen Eighty-Four, 1984) jako Charrington
- Oedipus the King (1984) jako Ksiądz
- Robin z Sherwood (Robin of Sherwood, 1984–1986) jako Agrivaine (gościnnie)
- Dr. Fischer of Geneva (1985) jako Steiner
- Dublin Murders  (1985)
- The Ray Bradbury Theater (1985–1992) jako Doktor Jeffers (1988) (gościnnie)
- Mała Dorrit (Little Dorrit, 1988) jako Frederic Dorrick
- Dziesiąty człowiek (The Tenth Man, 1988) jako Ksiądz
- Danny Mistrz Świata (Danny, the Champion of the World, 1989) jako Doc Spencer
- Moja lewa stopa (My Left Foot: The Story of Christy Brown, 1989) jako Lord Castlewelland
- Kroniki młodego Indiany Jonesa (The Young Indiana Jones Chronicles, 1992–1993) jako George Clemenceau (1993) (gościnnie)
- Za horyzontem (Far and Away, 1992) jako Danty Duff
- Memento Mori (1992) jako Percy Mannering
- Kroniki młodego Indiany Jonesa (The Young Indiana Jones Chronicles, 1992–1993) jako George Clemenceau (gościnnie)
- As You Like It  (1992) jako Adam